# Engel János Keresztély
Engel János Keresztély (Lőcse, 1770. október 17. – Bécs, 1814. március 20.), történetíró, erdélyi udvari kancelláriai fogalmazó.

## Élete
Engel Jakab gyógyszerész fia, Engel János Jakab testvére volt. Szülővárosában tanult az evangélikus gimnáziumban, hol a francia nyelvben is ismereteket szerzett; innét a pozsonyi líceumba ment, hol a híres Stretskó János György rektor pártfogásában részesült és a bölcseleten kívül a matematikai, történeti s teológiai tudományokat is tanulta. 1788-ban a göttingeni egyetemre ment, hol a bölcseletet Johann Georg Heinrich Federtől, a klasszika-filológiát Christian Gottlob Heynétől, a történelmet, statisztikát és államtudományokat August Ludwig von Schlözertől, a diplomatikát pedig Johann Christoph Gatterertől hallgatta; ezeken kívül az ógörög nyelvből magánoktatást nyert Arnold Hermann Ludwig Heerentől. A francia nyelven kívül tanulta az olaszt és angolt. Tanárai nagyra becsülték és Heerennel, ennek haláláig levelezett. 1791-ben Bécsbe ment és az erdélyi udvari kancelláriánál járulnok lett; ekkor sok nélkülözéssel küzdött; később ugyanott fogalmazóvá nevezték ki. 1794-től fogva egyszersmind császári és  királyi könyvvizsgáló és 1801-ben császári és királyi protestáns jogügyi tanácsos is volt; csak 1812-ben lett titkár. Érdemei elismeréséül I. Ferenc király 1792-ben magyar nemesi rangra emelte; Szepes megye táblabírái közé sorozta s Lőcse városa polgári oklevéllel tisztelte meg. Tagja volt a göttingeni, prágai s müncheni tudós társaságoknak; 1811 áprilisában a varsói királyi tudós társaság és júniusban az orosz cári harkovi egyetem levelező tagjává választotta. Több évig betegeskedett és ezért 1813-ban hónapokig időzött a koronahegyifürdői (Smrdžonka) kénes fürdőben Szepes vármegyében.

## Művei
- Commentatio de republica militari, seu comparatio Lacedaemoniorum, Cretensium et Cosaccorum. Göttingae, 1790. (A göttingai egyetem bölcseleti kara által kitűzött jutalomban részesült.)
- Danielis Cornides Commentatio de religione veterum Hungarorum. Edidit suamque de origine Hungaricae gentis dissertationem adjecit Christianus Engel. Viennae, 1791.
- Geschichte von Halitsch und Wladimir bis 1772, verbunden mit Auseinandersetzung und Vertheidigung der österreichisch-ungarischen Besitzrechte auf diese Königreiche. Nach russischen und polnischen Jahrbüchern bearbeitet. Uo. 1792–93. Két kötet.
- Commentatio de Expeditionibus Trajani ad Danubium, et origine Valachorum; cum epistola C. G. Heyne ad auctorem missa et columnam Trajani illustrante. Uo. 1794. (Pályamunka, mely a göttingai kir. tudós-társaság jutalmát nyerte el. Ism. Siebenbürg. Quartalschrift V. 1797.)
- Geschichte der Ukraine und der ukrainischen Cosaken, wie auch der Königreiche Halitsch und Wladimir. Halle, 1796. (Allg. Welthistorie XLVIII.)
- Geschichte des ungarischen Reichs und seiner Nebenländer. Halle, 1797–1804. Négy kötet. (Az Allgemeine Welthistorie XLIX. 1–4. köteteit képezi.)
- Danielis Cornides Vindiciae Anonymi Belae Regis Notarii editae, auctae a Jo. Christ. Engel. Budae, 1801. (Ism. Allg. Litteratur Zeitung 1805. III.)
- Geschichte des Freistaates Ragusa. Wien, 1807.
- Geschichte des Königreichs Ungarn. I. Theil. Vorzeit. Arpadische Könige, Zwischenreich bis 1309. Tübingen, 1811. (Több nem jelent meg; új kiadását és folytatását képezi a következő munka.)
- Geschichte des ungrischen Reichs. Wien, 1813–14. Öt rész 6 kötetben, arck. (Ugyanennek új, olcsó kiadása. Uo. 1834.)

Kéziratai: Bericht an das Kirchenvorsteher-Amt der Wiener evang. Gemeinde Aug. Conf. bei Gelegenheit der Annahme der Kaiserwürde durch Se. Maj. Franz I. Wien, 4. Jan. 1805. ívrét 4 levél; Denkwürdigkeiten der k. Freistadt Leutschau, 4-rét VI. és 39 lap és levelezése 100 darab.
Arcképe Siegel bécsi festménye után rézmetszetben Czetter Sámueltől 1805-ben (10. sz. munkája mellett.)
Magyarország történelmével előszeretettel foglalkozott; azonban hazájának politikája, földrajza, törvényei, a magyar s szláv nyelvészet, paedagogia, theologia s a classica philologia is képezték kutatásinak tárgyát; a Schedius+féle Zeitschrift von und für Ungern-ben megjelent cikkei:
Aktenmässige Skizze der Unternehmungen Joh. Zápolya's v. J. 1507–1511. (I. 1802.), Andreas III. des Venetianers, Königs von Ungern erste drei Regierungsjahre, Etwas über die Communication zwischen Zipsen, Gömör, Sáros, Abaújvár, Liptau u. s. w. und zwischen Pressburg oder Wien: und vorher über den Strassenbau in Ungern überhaupt, Historisch-diplomatische Aufklärungen über Stephans V. Königs von Ungern Tod im J. 1272. und die ersten Regierungsjahre Ladislaus des Kumaniers (II. 1802.), Etwas über den Gesundbrunnen bei Neu-Lublin in der Zipser Gespannschaft und über die Gegend desselben, nebst einer kurzen Nachricht vom Bartfelder Sauerbrunnen, Johann Karl Unger (a költő és útleiró III. 1803.), Über Sigmunds Königs vom Ungern Aufenthalt zu Ragusa im. J. 1396. (IV, 1803.), Über die Grafen von Dachau und Andechs, als Duces Dalmaciae, Aufforderungen eines deutschen Gelehrten zu einem histor. Verzeichniss der antiken u. modernen Münzsammlungen in Ungern und Siebenbürgen (V. 1804.), Über das rühmliche Vorhaben des Herrn v. Kovachich Scriptores rerum Hung. in einer grössern Sammlung herauszugeben (VI. 1803.); irt még Windisch Magazinjába s Bredetzky Topographiai gyűjteményébe, a bécsi Vaterländische Blätterbe (1811. Neuere Nachrichten über das ungar. National-Museum in Pest), segédkezett Heinrich Moritz Gottlieb Grellmann statiskájánál és Slözernek Beiträge zur Geschichte der Teutschen in Siebenbürgen cz. munkájánál; a bécsi Annalen der österr. Litteratur és a jenai, később lipcsei Litteraturzeitungba irodalmi híreket és ismertetéseket irt az osztrák, különösen pedig a magyarországi könyvekről.